# Smartwings Hungary
Smartwings Hungary Kft. (dříve Travel Service Hungary) je maďarská charterová letecká společnost, je dceřinou společností českého dopravce Smartwings. Byla založena v roce 2001, sídlí na budapešťském letišti Ference Liszta.

## Flotila

### Současná
Flotila Smartwings Hungary k dubnu 2019:
| Typ            | Počet | Objednávky | Cestující | Cestující | Cestující | Poznámky | Imatrikulace |
| Typ            | Počet | Objednávky | B         | E         | Celkem    | Poznámky | Imatrikulace |
| -------------- | ----- | ---------- | --------- | --------- | --------- | -------- | ------------ |
| Boeing 737-800 | 1     | —          | —         | 189       | 189       |          | HA-LKG       |
| Celkem         | 1     | —          |           |           |           |          |              |

### Historická
V minulosti u Smartwings Hungary sloužily tato letadla:
- 1x Boeing 737-300 (2001–2001, YU-ANV)
- 1x Boeing 737-400 (2001–2004, HA-LKA)
- 4x Boeing 737-800 (HA-LKB, HA-LKC, HA-LKD, HA-LKE)